# Prużana (gmina)
Prużana – dawna gmina wiejska istniejąca w latach 1926–1939 roku w woj. poleskim (obecnie na Białorusi). Siedzibą gminy była Prużana, która stanowiła odrębną gminę miejską.
Gmina Prużana została utworzona w powiecie prużańskim w woj. poleskim 22 stycznia 1926 roku z części obszaru zniesionych gmin Dobuczyn, Szenie, Mikitycze i Noski oraz z części (nie zniesionej) gminy Linowo. 18 kwietnia 1934 roku część gminy Prużany (część majątku Gubernia i posiadłość Augustynówka) włączono do miasta Prużana.
1 kwietnia 1932 roku do gminy Prużana przyłączono część obszaru zniesionej gminy Linowo, natomiast część obszaru gminy Prużana przyłączono do gmin Malecz i Rudniki. Po wojnie obszar gminy Prużana wszedł w struktury administracyjne Związku Radzieckiego.